# مدیر ارشد مالی
مدیر ارشد مالی (CFO) (انگلیسی: Chief financial officer) یا مدیر ارشد مالی و اجرایی (CFOO) (انگلیسی: chief financial and operating officer) یک عنوان شرکتی در حوزه دانش مالی است که مسئولیت مدیریت ریسک مالی سازمان یا ابرشرکت را بر عهده دارد. این مدیر مسئول برنامه‌ریزی مالی، نگه‌داری اسناد مالی و همچنین ارائه گزارش مالی به مدیریت بالاتر است. مدیر ارشد مالی معمولاً به مدیر عامل اجرایی و هیئت مدیره گزارش می‌دهد. او وظیفه نظارت بر فعالیت‌های واحد مالی را بر عهده دارد و سخنگوی ارشد مالی سازمان است. مدیر ارشد مالی به‌طور مستقیم با مدیر ارشد عملیات در تمام امور استراتژیک و تاکتیکی در زمینه مدیریت بودجه، تجزیه و تحلیل سود/هزینه، پیش‌بینی نیازها و تضمین منابع مالی جدید، همکاری می‌کند.

## صلاحیت
اغلب مدیران ارشد مالی شرکت‌های بزرگ دارای مدرک کارشناسی ارشد یا مدرک مالی مانند کارشناسی ارشد مدیریت کسب و کار هستند، یا با پیش‌زمینه از حوزه حسابداری می‌آیند، مانند مدرک حسابداری عمومی گواهی‌شده.